# Juniorvärldsmästerskapen i skidskytte 2002
Juniorvärldsmästerskapen i skidskytte 2002 arrangerades i Ridnaun och Val Ridanna, Italien, mellan 30 januari och 3 februari 2002. Deltagarna i mästerskapet var under 20 år.

## Resultat

### Medaljfördelning
| Placering | Nation    | Guld | Silver | Brons | Totalt |
| 1         | Tyskland  | 4    | 4      | 1     | 9      |
| 2         | Ryssland  | 1    | 2      | 1     | 4      |
| 3         | Tjeckien  | 1    | 1      | 0     | 2      |
| 4         | Sverige   | 1    | 0      | 0     | 1      |
| 4         | Österrike | 1    | 0      | 0     | 1      |
| 6         | USA       | 0    | 1      | 1     | 2      |
| 7         | Belarus   | 0    | 0      | 3     | 3      |

### Herrar
| Spel      | Guld                                                               | Silver                                                              | Brons                                                                              |
| Sprint    | Mattias Nilsson Sverige                                            | Robert Wick Tyskland                                                | Michal Šlesingr Tjeckien                                                           |
| Jaktstart | Michal Šlesingr Tjeckien                                           | Maksim Tjudov Ryssland                                              | Sergey Dashkevich Belarus                                                          |
| Distans   | Simon Eder Österrike                                               | Artem Gusev Ryssland                                                | Michael Rösch Tyskland                                                             |
| Stafett   | Tyskland Michael Rösch Robert Wick Hansjörg Reuter Markus Neumaier | Tjeckien Jarslav Soukup Milan Faltus Ondrej Moravec Michal Šlesingr | Belarus Sergey Dashkevich Vladimir Miklashevsky Alexey Yurchenko Aleksandr Myntnik |

### Damer
| Spel      | Guld                                              | Silver                                                | Brons                                                       |
| Sprint    | Kathrin Pfisterer Tyskland                        | Jenny Adler Tyskland                                  | Liudmila Ananko Belarus                                     |
| Jaktstart | Jenny Adler Tyskland                              | Ute Niziak Tyskland                                   | Kathrin Pfisterer Tyskland                                  |
| Distans   | Nadezhda Chastina Ryssland                        | Ute Niziak Tyskland                                   | Lanny Barnes USA                                            |
| Stafett   | Tyskland Jenny Adler Kathrin Pfisterer Ute Niziak | USA Carolyn Treacy Bramante Tracy Barnes Lanny Barnes | Ryssland Tatina Brioukhanova Elena Davgul Nadezhda Chastina |